# Bitche
Bitche je francouzská obec v departementu Moselle v regionu Grand Est. V roce 2013 zde žilo 5 225 obyvatel. Je centrem kantonu Bitche.

## Poloha
Sousední obce jsou: Éguelshardt, Hanviller, Haspelschiedt, Lemberg, Mouterhouse, Reyersviller, Roppeviller, Schorbach a Sturzelbronn.

## Vývoj počtu obyvatel
Počet obyvatel